# Ivana Fuso
Ivana Fuso (Salvador, Bahía, Brasil; 12 de marzo de 2001) es una futbolista brasileño-alemana. Juega como delantera en el Birmingham City de la Women's Championship de Inglaterra. Ha jugado en varias selecciones juveniles alemanas y es internacional absoluta con la selección de Brasil.

## Trayectoria

### SC Friburgo
Fuso se trasladó de SV Böblingen a la academia juvenil del SC Friburgo en el verano de 2016. Inicialmente, fue parte del equipo sub-17 y compitió en la B-Junior Bundesliga South, anotando 16 goles en 17 encuentros. Desde la temporada 2017-18, Fuso ascendió al SC Friburgo II de la Bundesliga Femenina de segunda división. Hizo su debut en este equipo el 24 de septiembre de 2017 en un empate 0-0 contra el VfL Sindelfingen. Marcó su primer gol en un empate 1-1 contra el 1. FC Colonia II. El 31 de marzo de 2018, Fuso debutó con el primer equipo del SC Friburgo suplantando a Klara Bühl en el minuto 71 en la victoria por 3-0 ante el Werder Bremen.

### FC Basel
El 30 de junio de 2019, Fuso se unió al FC Basel, equipo suizo de la Nationalliga A.

### Manchester United
El 14 de julio de 2020, Fuso firmó un contrato de dos años con el Manchester United. Después de sufrir dos roturas de músculos y ligamentos al comienzo de la temporada, Fuso fue incluida en el equipo por primera vez el 19 de noviembre de 2020, pero estuvo en el banquillo en el empate 0-0 con el Manchester City en la FA Women's League Cup 2020-21. Hizo su debut el 16 de diciembre de 2020 como suplente en la derrota por 1-0 ante el Everton en la misma competición.

## Clubes
| Club                      | País       | Año             |
| ------------------------- | ---------- | --------------- |
| SC Friburgo II            | Alemania   | 2017 - 2018     |
| SC Friburgo               | Alemania   | 2017 - 2019     |
| FC Basel                  | Suiza      | 2019 - 2020     |
| Manchester United         | Inglaterra | 2020 - 2022     |
| Bayer Leverkusen (cedida) | Alemania   | 2022 - 2023     |
| Birmingham City           | Inglaterra | 2023 - presente |